# چانگ هوآ

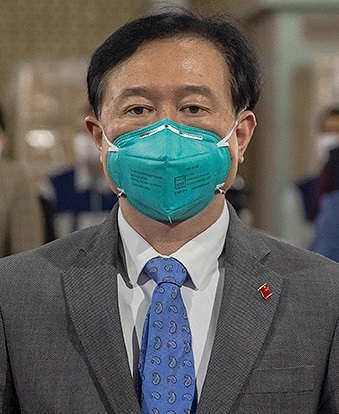
چانگ هوآ هنگام دنیاگیری کروناویروس

چانگ هوآ (چینی: 常华; متولد مارس ۱۹۶۶) سفیر چین در ایران است.
هوآ از سال ۲۰۰۶ تا ۲۰۱۲ مشاور و معاون مدیرکل اداره آسیا-آفریقای وزارت امور خارجه چین بود. او از اکتبر ۲۰۱۲ تا نوامبر ۲۰۱۴ سفیر فوق‌العاده و تام‌الاختیار چین در یمن بود و در سال ۲۰۱۴ به به عنوان سفیر فوق‌العاده و تام‌الاختیار چین در امارات متحده عربی منصوب شد. او از ژوئن ۲۰۱۹ به عنوان سفیر چین در ایران تا ژوئن ۲۰۲۴ فعالیت می کرد.

## مجادلات
در ۱۷ فروردین ۱۳۹۹ کیانوش جهانپور (سخنگوی وزارت بهداشت) آمار مقام‌های چینی دربارهٔ مرگ و میر بیماری کروناویروس را «یک شوخی تلخ» نامید و آن‌ها را متهم کرد با سهل جلوه دادن بیماری و ادعای مهار آن در یک ماه، بقیهٔ کشورها را به اشتباه انداخته‌اند. ساعاتی بعد سفیر چین در تهران در واکنشی توییتری به جهانپور توصیه کرد که «با دقت اخبار مربوط به نشست‌های خبری روزانهٔ وزارت بهداشت چین را بخواند و به حقایق و تلاش‌های چین احترام بگذارد». هم‌زمان، عباس موسوی سخنگوی وزارت خارجهٔ ایران در توئیتی که به تلاشی برای دلجویی از مسئولان چین و خاتمه دادن به ماجرا شبیه‌بود از کمک‌های چین به ایران تقدیر کرد و چین را پیشتاز مهار ویروس کرونا و یاری‌دهنده به کشورها در سرتاسر جهان معرفی کرد. مینو محرز، از مقامات وزارت بهداشت و عضو ستاد ملی مبارزه با کرونا و حمید سوری دیگر عضو آن ستاد، در اظهار نظرهایی جداگانه صحبت جهانپور را تایید کردند و آمار و داده‌های مقامات چینی را غیر قابل اعتماد و غیر واقعی دانستند. در نهایت، جهانپور در توییتی از حمایت‌های چین از ایران تقدیر کرد اما شیوهٔ برخورد سفیر چین با او انتقادهایی را در پی داشت. خبرگزاری ایرنا لحن سفیر چین را غیرمحترمانه توصیف کرد و روزنامهٔ همدلی این برخورد را یادآور کاپیتولاسیون دانست.